# Mamadou Bah (simmare)
Mamadou Bah, född 9 januari 1999, är en guineansk simmare.
Vid olympiska sommarspelen 2020 i Tokyo slutade Bah på 61:a plats på 50 meter frisim och blev utslagen i försöksheatet.